# Gereformeerde gezindte
De term gereformeerde gezindte werd bedacht door Groen van Prinsterer. Het gaat in grote lijnen om de groeperingen die zich in het dagelijkse spraakgebruik "gereformeerd" noemen. De gereformeerde gezindte is verdeeld over verschillende kerkgenootschappen.
Kern van de gereformeerde gezindte is het vasthouden aan de Drie Formulieren van Enigheid:
- De Nederlandse Geloofsbelijdenis
- De Heidelbergse Catechismus
- De Dordtse Leerregels

## Bredere definitie
Ruwweg behoren de volgende kerkverbanden en modaliteiten tot de gereformeerde gezindte:
- Gereformeerde Bond binnen de PKN (voorheen in de Nederlandse Hervormde Kerk)
- Confessionele Beweging binnen de PKN
- Nederlandse Gereformeerde Kerken
- Gereformeerde Kerken
- Christelijke Gereformeerde Kerken
- Gereformeerde Gemeenten
- Gereformeerde Gemeenten in Nederland
- Gereformeerde Gemeenten in Nederland (buiten verband)
- Oud Gereformeerde Gemeenten in Nederland
- Oud Gereformeerde Gemeenten buiten verband
- Hersteld Hervormde Kerk
- Vrije Oud Gereformeerde Gemeenten en bevindelijk gereformeerden in gemeenteverband die niet aan een kerkelijk verband verbonden zijn
- Enkele vrije groepen zoals de Pauweanen en de Tavernianen (de zogenaamde thuislezers zonder gemeenteverband)

Vóór de totstandkoming van het Samen op Weg-proces (maar volgens sommige indelingen ook nu nog) werden ook de Gereformeerde Kerken in Nederland tot de gereformeerde gezindte gerekend. De gereformeerde gezinde telt, inclusief de leden van de Gereformeerde Kerken in Nederland, ruim één miljoen aanhangers in Nederland. De gezindte is weinig kerkistisch en onderling vrij loyaal. Een organisatie die samenwerking en overleg bevordert is het Contact Orgaan Gereformeerde Gezindte (COGG), begin jaren 50 opgericht door de Gereformeerde Kerken in Nederland (thans geen COGG-lid meer) en de Christelijke Gereformeerde Kerken.
De kerkgenootschappen die wel tot de bredere, maar niet tot de engere definitie behoren, vallen onder de stroming van het orthodox-protestantisme.

## Nauwere definitie
De wat nauwere definitie van de gereformeerde gezindte participeert min of meer in een reformatorische zuil, met eigen scholen (bijvoorbeeld het Van Lodensteincollege of het Pieter Zandt College) en een eigen partij (de SGP, hoewel ook veel gereformeerden breder zullen stemmen). Feitelijk vormen zij de bevindelijk gereformeerden. Zij leggen meer de nadruk op de Nadere Reformatie, maar ook op het werk van bijvoorbeeld Hermann Friedrich Kohlbrugge.
De nauwe definitie van de gereformeerde gezindte bestaat uit de volgende kerkverbanden of modaliteiten:
- Gereformeerde Bond binnen de PKN (voorheen in de Nederlandse Hervormde Kerk)
- Bewaar het Pand binnen de Christelijke Gereformeerde Kerken
- Gereformeerde Gemeenten
- Gereformeerde Gemeenten in Nederland
- Gereformeerde Gemeenten in Nederland (buiten verband)
- Oud Gereformeerde Gemeenten in Nederland
- Oud Gereformeerde Gemeenten buiten verband
- Hersteld Hervormde Kerk
- Vrije Oud Gereformeerde Gemeenten en bevindelijk gereformeerden in gemeenteverband die niet aan een kerkelijk verband verbonden zijn
- enkele vrije groepen zoals de Pauweanen en de Tavernianen (de zogenaamde thuislezers zonder gemeenteverband)